# Paris (Lemvig Kommune)
 For alternative betydninger, se Paris (flertydig). (Se også artikler, som begynder med Paris)
Paris ligger i Nordvestjylland og er en mindre bebyggelse i Gudum Sogn, 6 kilometer nordvest for Struer. Den ligger i Lemvig Kommune og hører til Region Midtjylland.
Bebyggelsen har været besøgt af komikeren Jan Gintberg, der gjorde grin med indbyggerne, og bl.a. spurgte om vej til Eiffeltårnet.[kilde mangler]